# Guirgo
Guirgo är en ort i Burkina Faso.   Den ligger i provinsen Bazega Province och regionen Centre-Sud, i den centrala delen av landet, 50 km söder om huvudstaden Ouagadougou. Guirgo ligger 333 meter över havet och antalet invånare är 1 254.
Terrängen runt Guirgo är platt. Närmaste större samhälle är Kombissiri, 17,8 km norr om Guirgo.
Omgivningarna runt Guirgo är en mosaik av jordbruksmark och naturlig växtlighet. Runt Guirgo är det ganska tätbefolkat, med 104 invånare per kvadratkilometer.